# Baryschiwka
Baryschiwka (ukrainisch Баришівка; russisch Барышевка Baryschewka) ist eine Siedlung städtischen Typs im Osten der Oblast Kiew in der Ukraine mit etwa 10.800 Einwohnern (2018) und war bis Juli 2020 das administrative Zentrum des gleichnamigen Rajons Baryschiwka.

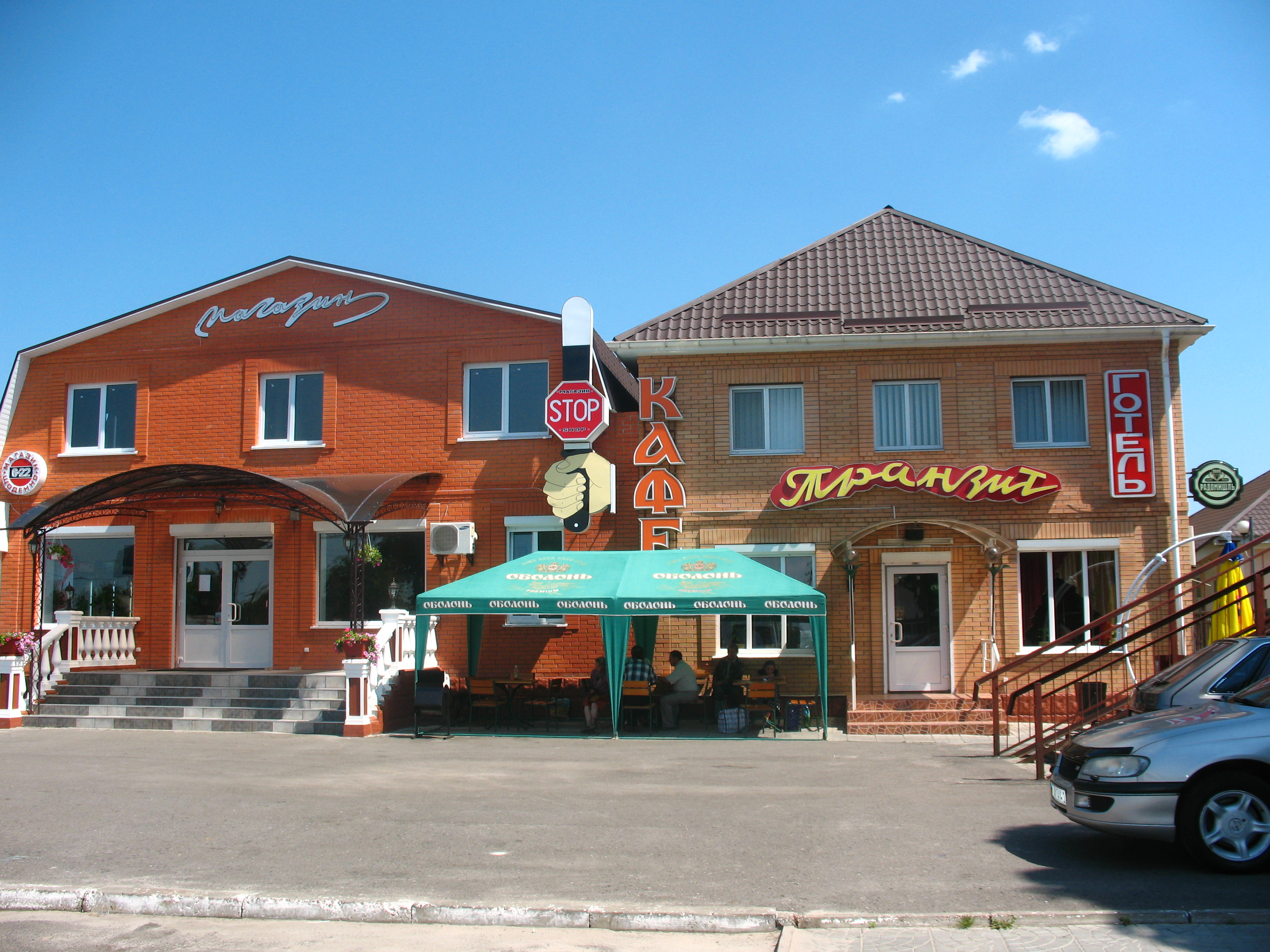
Straße in Baryschiwka

## Geographische Lage
Baryschiwka liegt etwa 70 km östlich von Kiew auf einer Höhe von 102 m am Ufer des Trubisch und etwa 6 km nördlich der Fernstraße M 03/E 40 zwischen Kiew und Charkiw. Im Süden besitzt die Siedlung einen Bahnhof an der Bahnstrecke Kiew–Poltawa.

## Geschichte
Die in den Jahren 1125–26 erstmals schriftlich erwähnte Ortschaft hatte 1630 1630 Einwohner. In den Jahren 1843 und 1844 besuchte Taras Schewtschenko die Ortschaft. Von September 1941 bis September 1943 war Baryschiwka von der Wehrmacht besetzt.

## Verwaltungsgliederung
Am 12. Juni 2020 wurde die Siedlung zum Zentrum der neugegründeten Siedlungsgemeinde Baryschiwka (Баришівська селищна громада/Baryschiwska selyschtschna hromada). Zu dieser zählen auch die 27 in der untenstehenden Tabelle aufgelisteten Dörfer, bis dahin bildete sie zusammen mit den Dörfern Passitschna und Schwatschycha die gleichnamige Siedlungsratsgemeinde Baryschiwka (Баришівська селищна рада/Baryschiwska selyschtschna rada) im Zentrum des Rajons Baryschiwka.
Am 17. Juli 2020 kam es im Zuge einer großen Rajonsreform zum Anschluss des Rajonsgebietes an den Rajon Browary.
Folgende Orte sind neben dem Hauptort Baryschiwka Teil der Gemeinde:
| Name                     | Name             | Name                                 |
| ukrainisch transkribiert | ukrainisch       | russisch                             |
| ------------------------ | ---------------- | ------------------------------------ |
| Bakumiwka                | Бакумівка        | Бакумовка (Bakumowka)                |
| Borschtschiw             | Борщів           | Борщёв (Borschtschjow)               |
| Bsiw                     | Бзів             | Бзов (Bsow)                          |
| Chlopkiw                 | Хлопків          | Хлопков (Chlopkow)                   |
| Derniwka                 | Дернівка         | Дерновка (Dernowka)                  |
| Hostrolutschtschja       | Гостролуччя      | Остролучье (Ostrolutschje)           |
| Kornijiwka               | Корніївка        | Корнеевка (Kornejewka)               |
| Korschi                  | Коржі            | Коржи                                |
| Lukaschi                 | Лукаші           | Лукаши                               |
| Lukjaniwka               | Лук'янівка       | Лукьяновка (Lukjanowka)              |
| Mala Tarassiwka          | Мала Тарасівка   | Малая Тарасовка (Malaja Tarassowka)  |
| Maskiwzi                 | Масківці         | Масковцы (Maskowzy)                  |
| Morosiwka                | Морозівка        | Морозовка (Morosowka)                |
| Paryschkiw               | Паришків         | Парышков (Paryschkow)                |
| Passitschna              | Пасічна          | Пасечная (Passetschnaja)             |
| Peremoha                 | Перемога         | Перемога (Peremoga)                  |
| Podillja                 | Поділля          | Подолье (Podolje)                    |
| Rudnyzke                 | Рудницьке        | Рудницкое (Rudnizkoje)               |
| Schowkowe                | Шовкове          | Шёлковое (Schjolkowoje)              |
| Schwatschycha            | Швачиха          | Швачиха (Schwatschicha)              |
| Selyschtsche             | Селище           | Селище (Selischtsche)                |
| Selytschiwka             | Селичівка        | Селичевка (Selitschewka)             |
| Sesenkiw                 | Сезенків         | Сезенков (Sesenkow)                  |
| Ustynkowa Hreblja        | Устинкова Гребля | Устинкова Гребля (Ustinkowa Greblja) |
| Wesselyniwka             | Веселинівка      | Веселиновка (Wesselinowka)           |
| Wlassiwka                | Власівка         | Власовка (Wlassowka)                 |
| Woloschyniwka            | Волошинівка      | Волошиновка (Woloschinowka)          |

## Bevölkerung
Die Bevölkerung besteht zu 94 % aus Ukrainern, 4,7 % aus Russen, 0,5 % aus Belarussen.

## Partnerschaften
- Zusammen mit der Stadt Beresan ist der Rajon Baryschiwka seit 1990 Partnergemeinde von Pullach im Isartal (Deutschland)

## Söhne und Töchter der Ortschaft
- Swetlana Gerassimenko (1945–2025), sowjetisch-tadschikische Astronomin

## Galerie

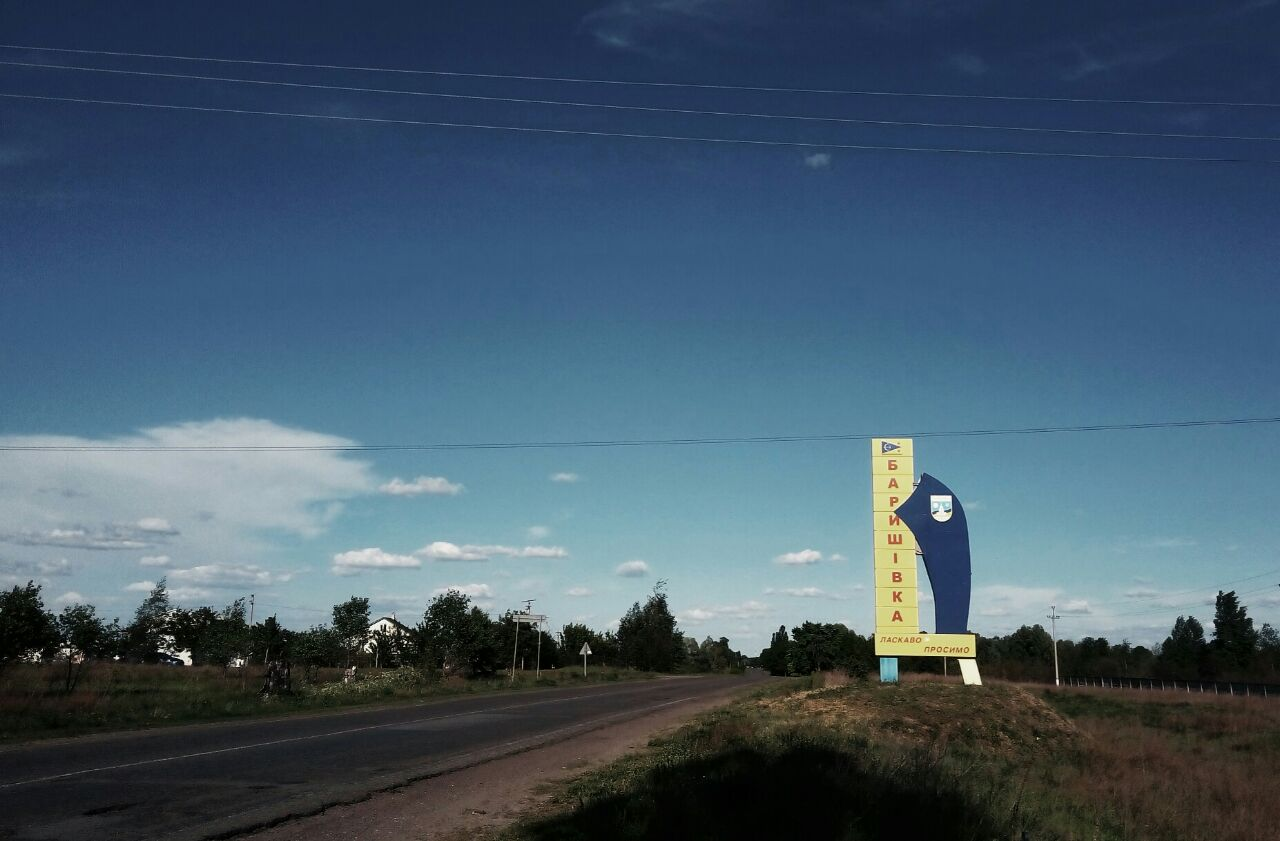
Westliche Stele
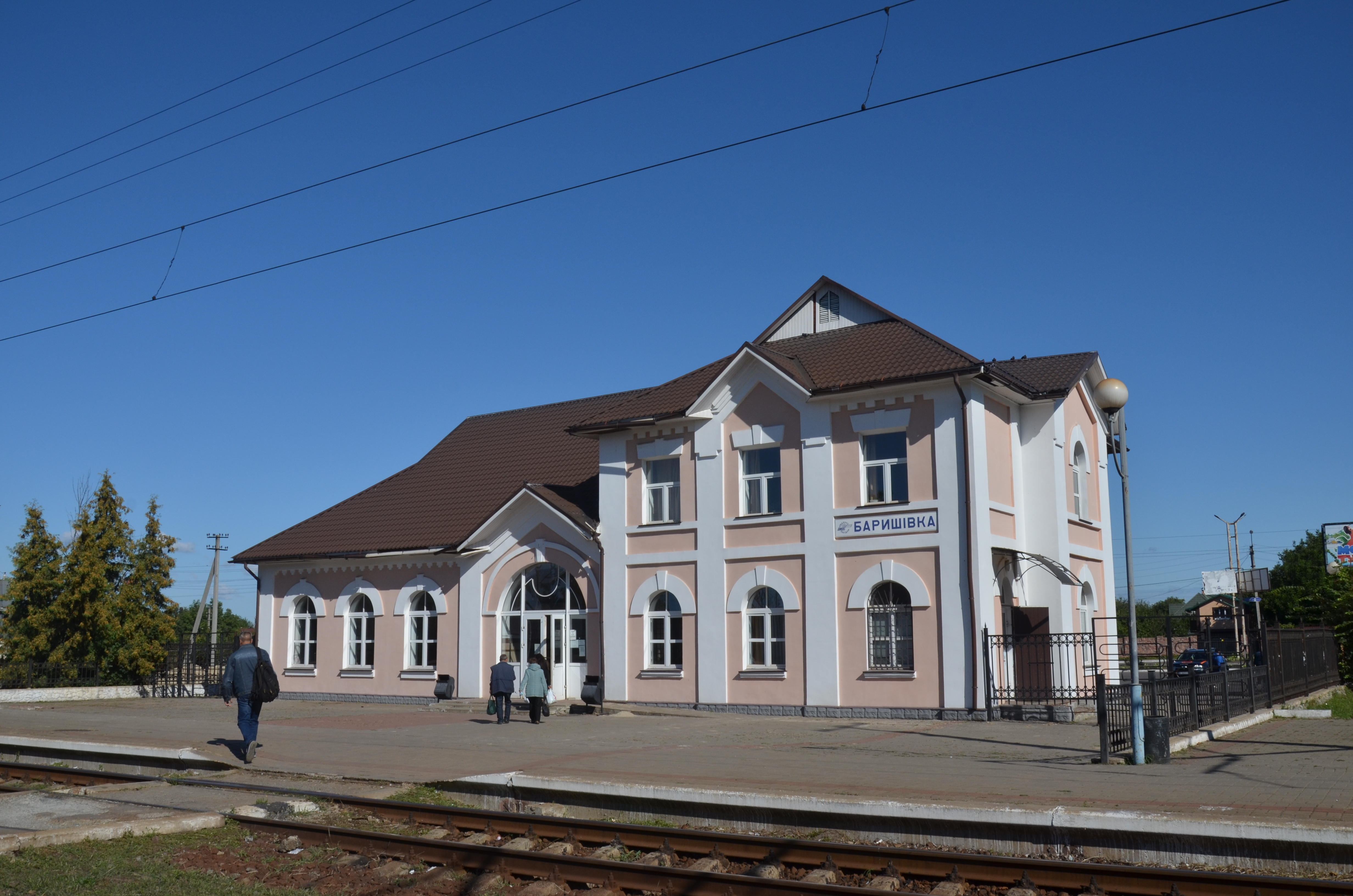
Bahnhof
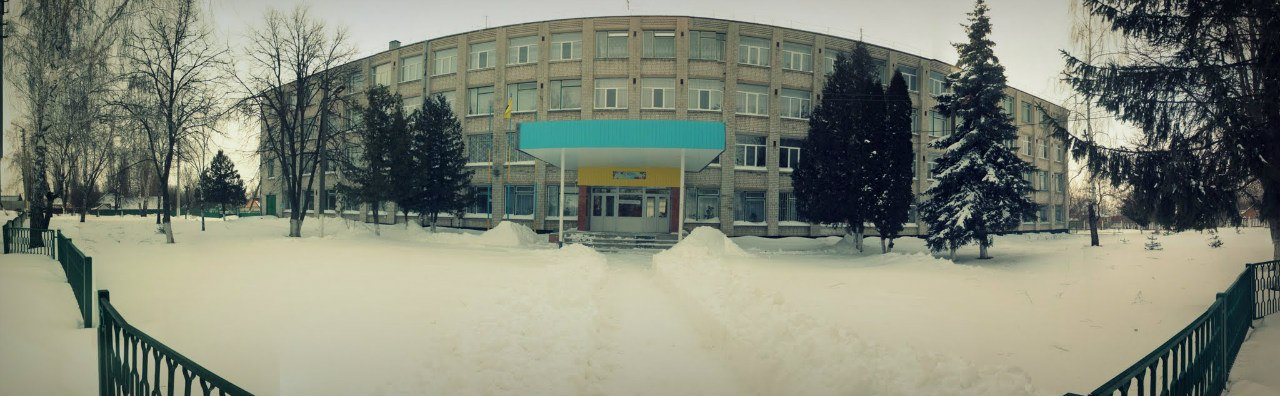
Gymnasium
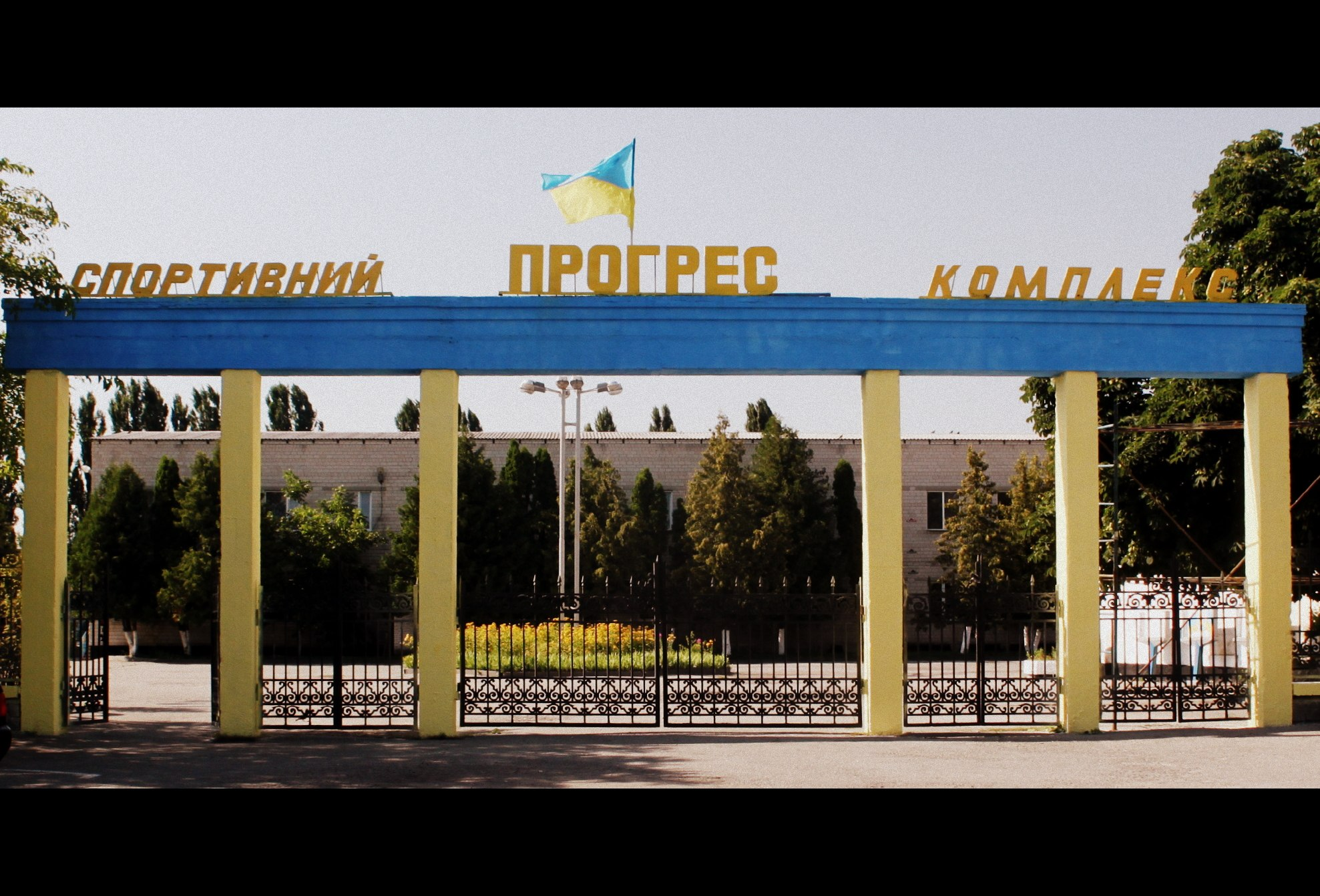
Haupteingang des Stadions Progress
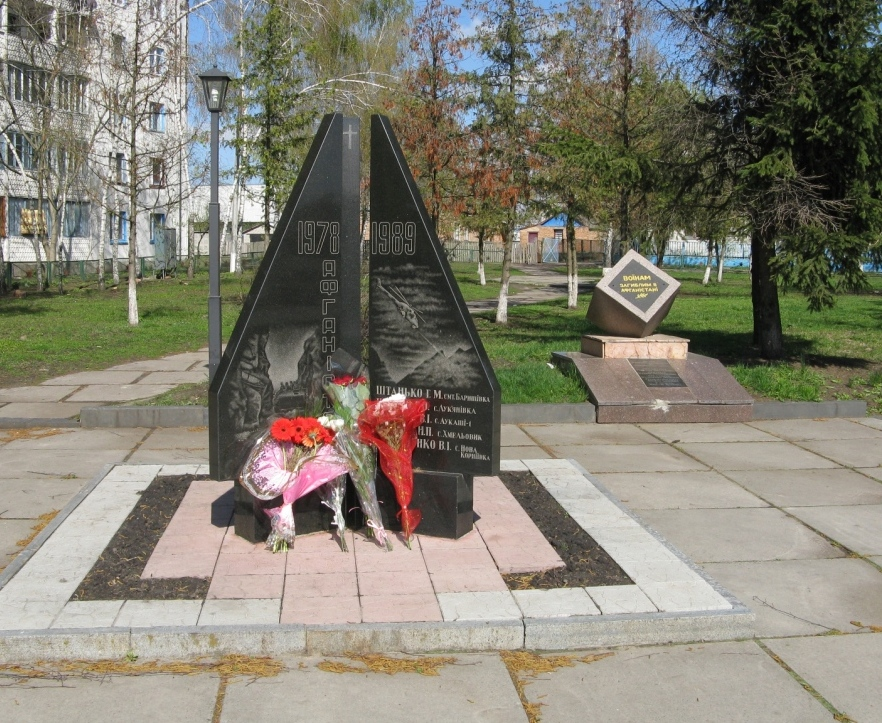
Denkmal für die Bewohner von Baryschiwka, die im Afghanistan-Krieg gefallen sind.
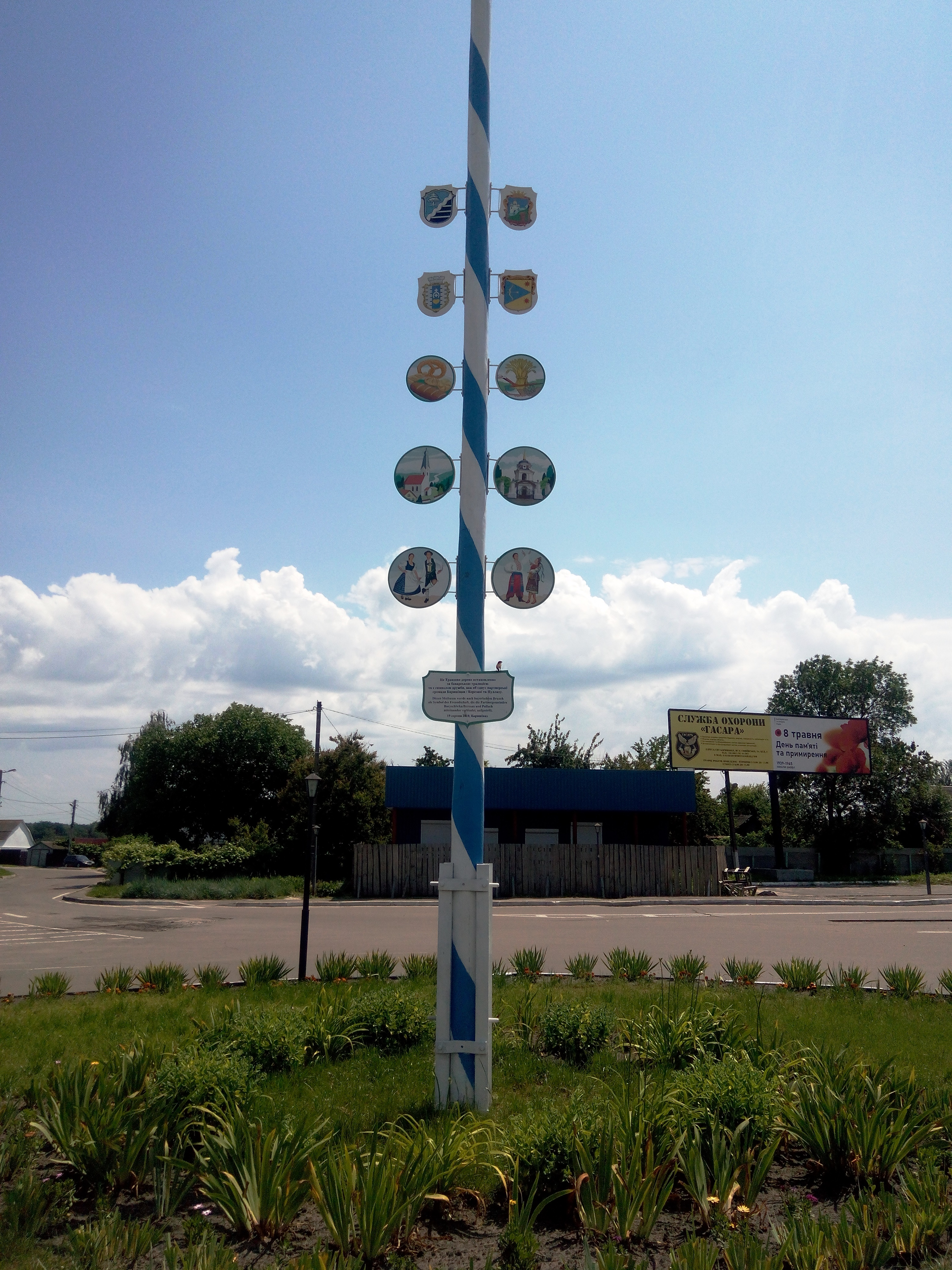
Maibaum zur Ehrung der Freundschaft zwischen Baryschiwka und der Stadt Pullach
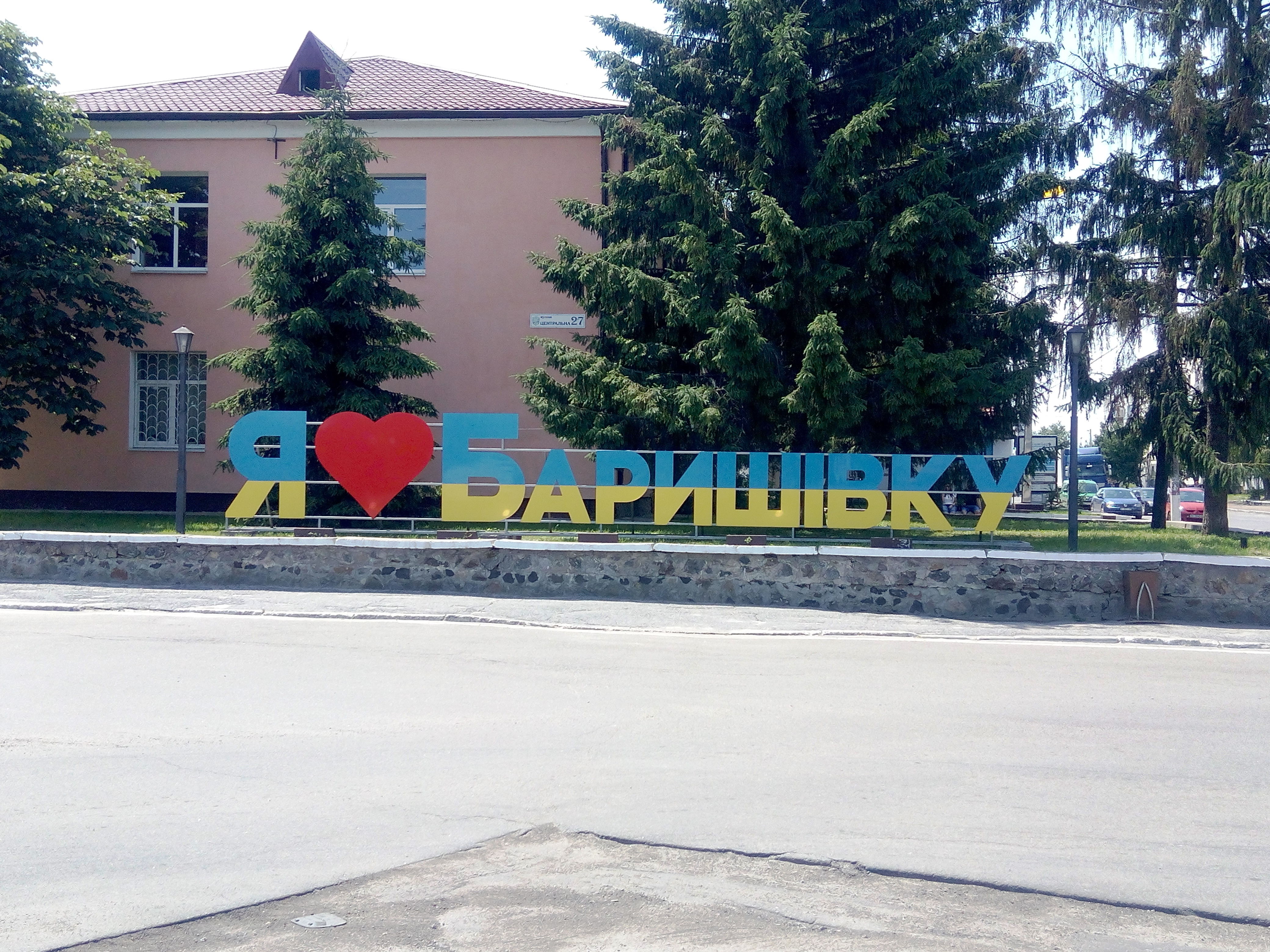
Skulptur "Ich liebe Baryschiwka"
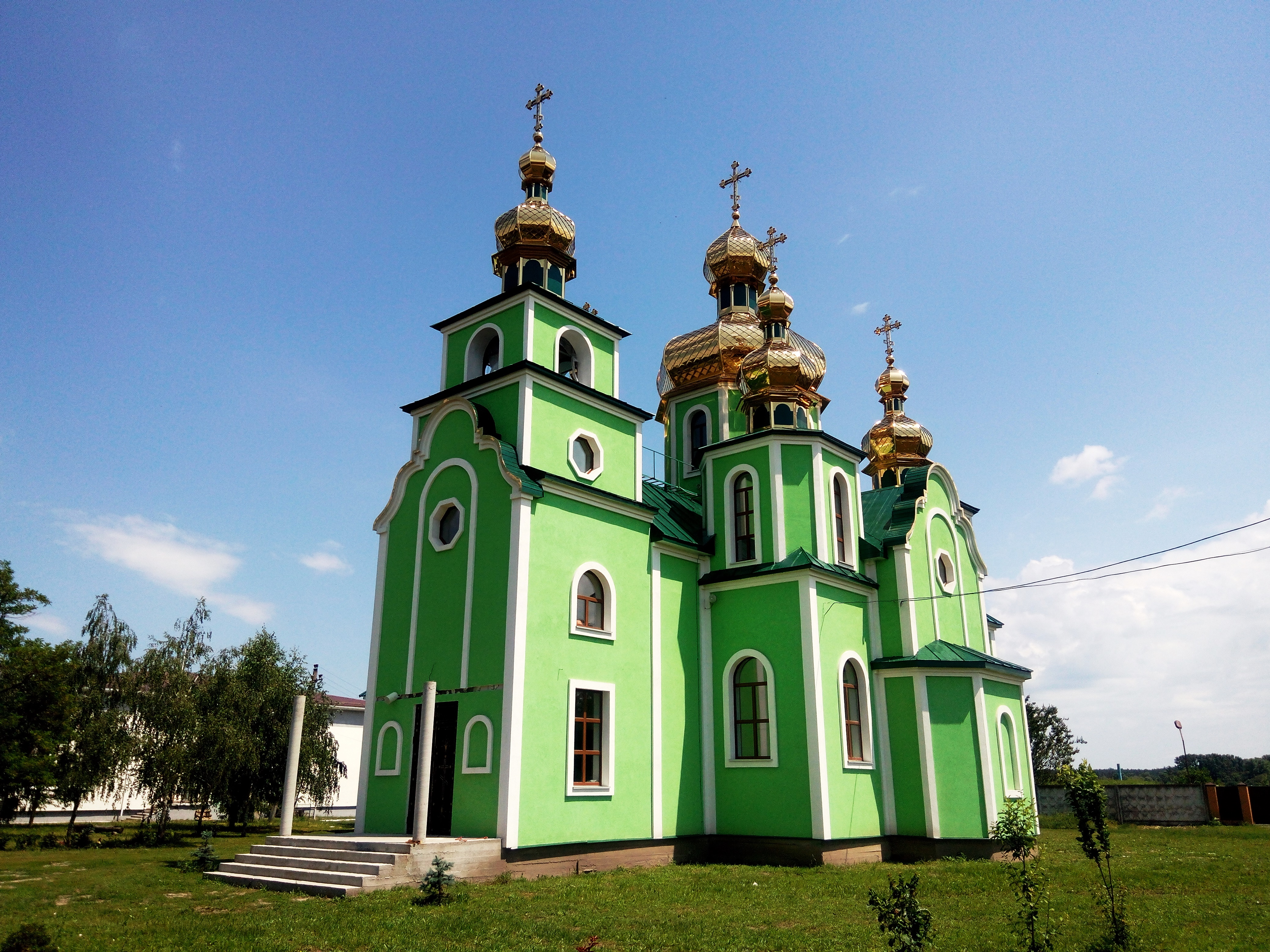
Dreifaltigkeitskirche
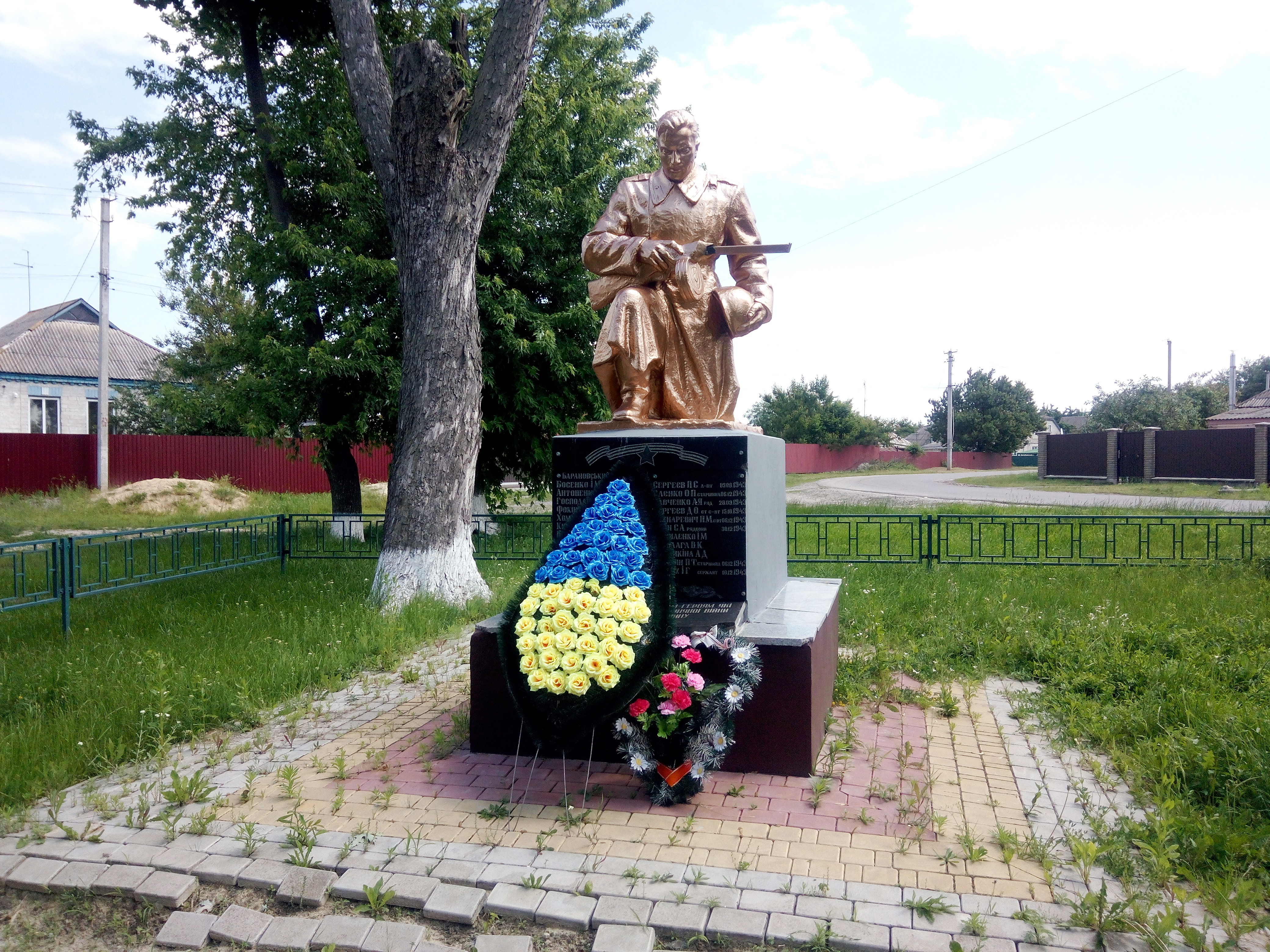
Grabmal des unbekannten Soldaten
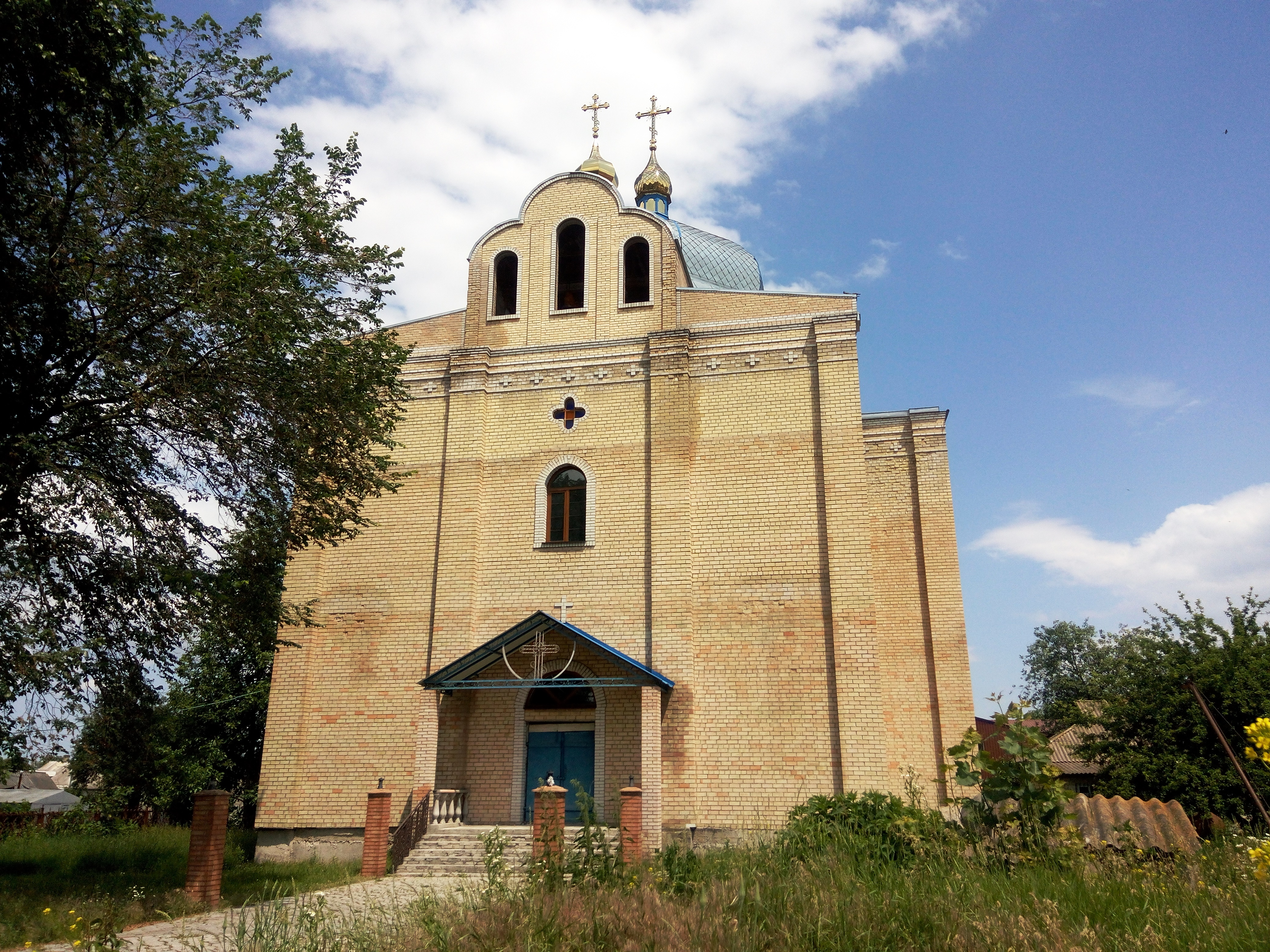
Mariä-Verkündigung-Kirche
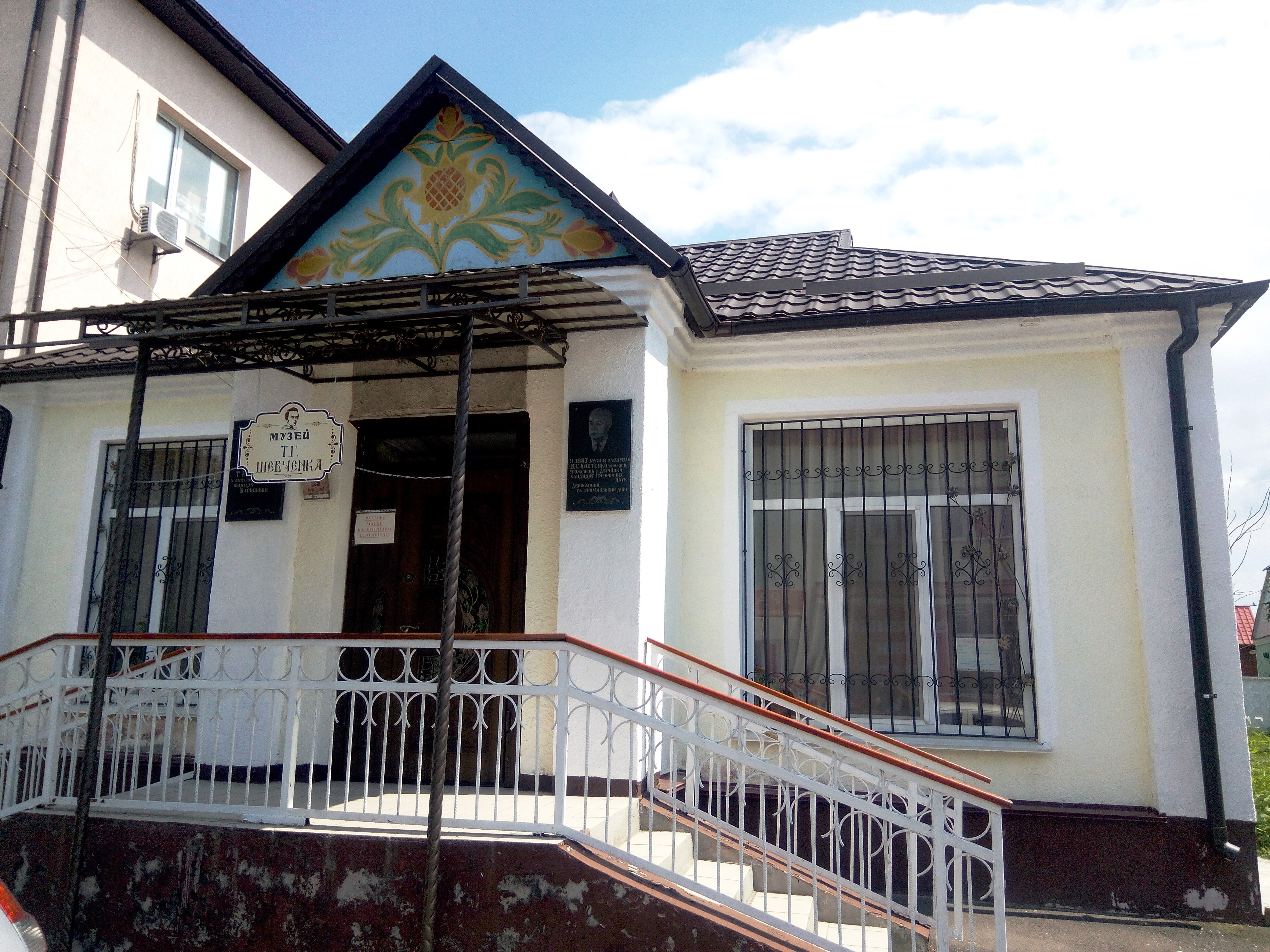
Taras-Schwetschenko-Museum
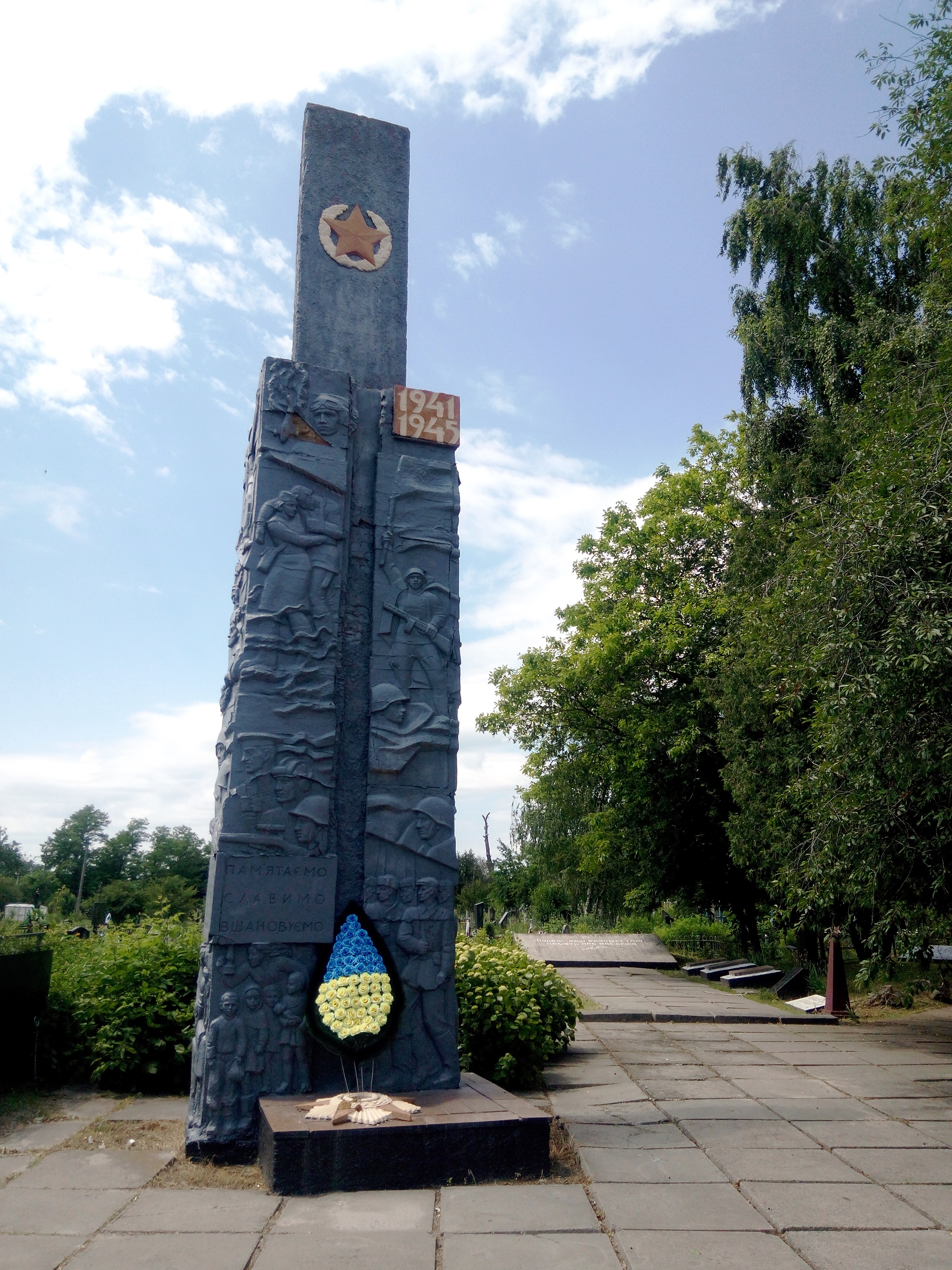
Gedenkstätte für die Gefallenen des Zweiten Weltkriegs
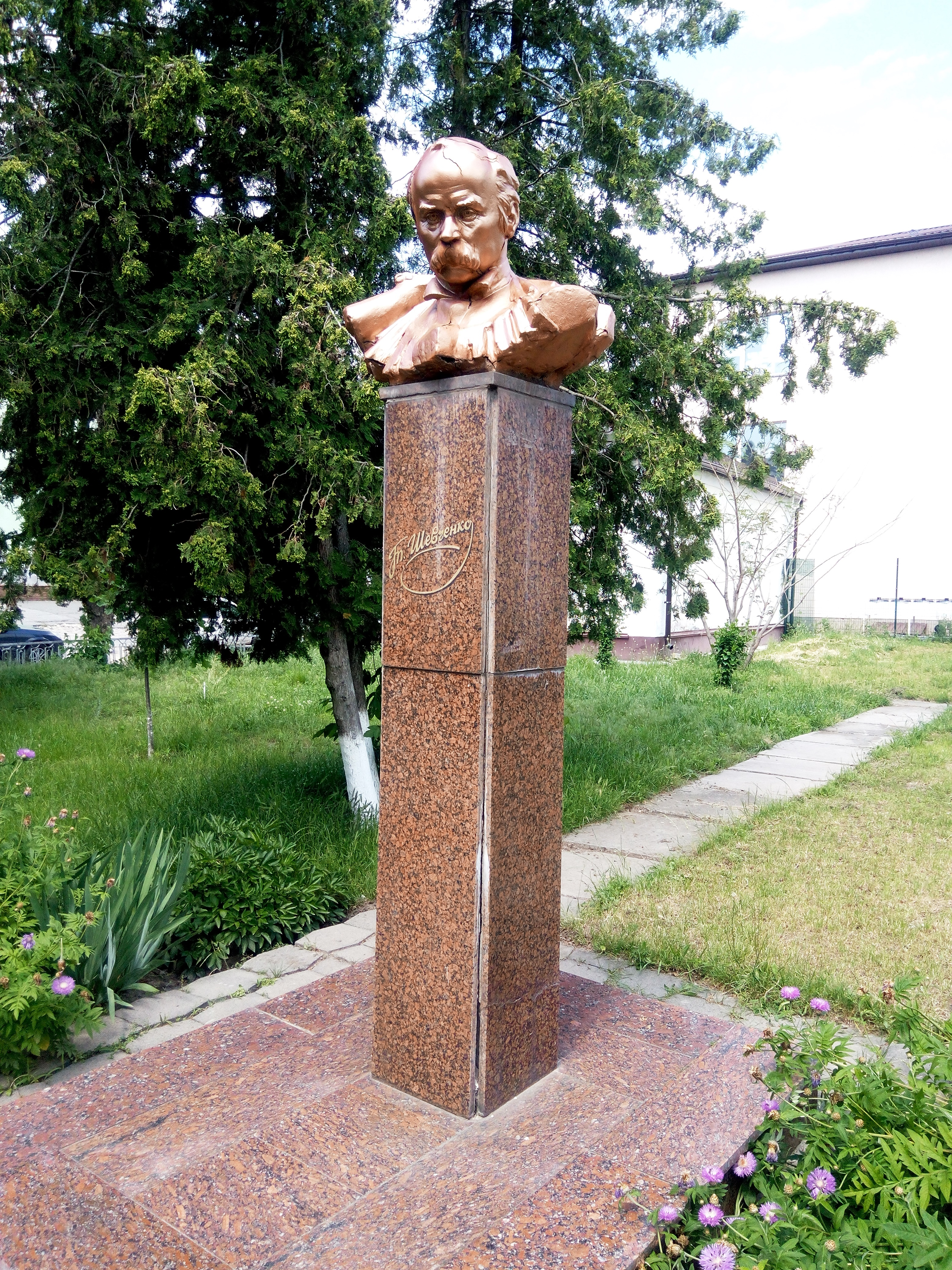
Schewtschenko-Denkmal
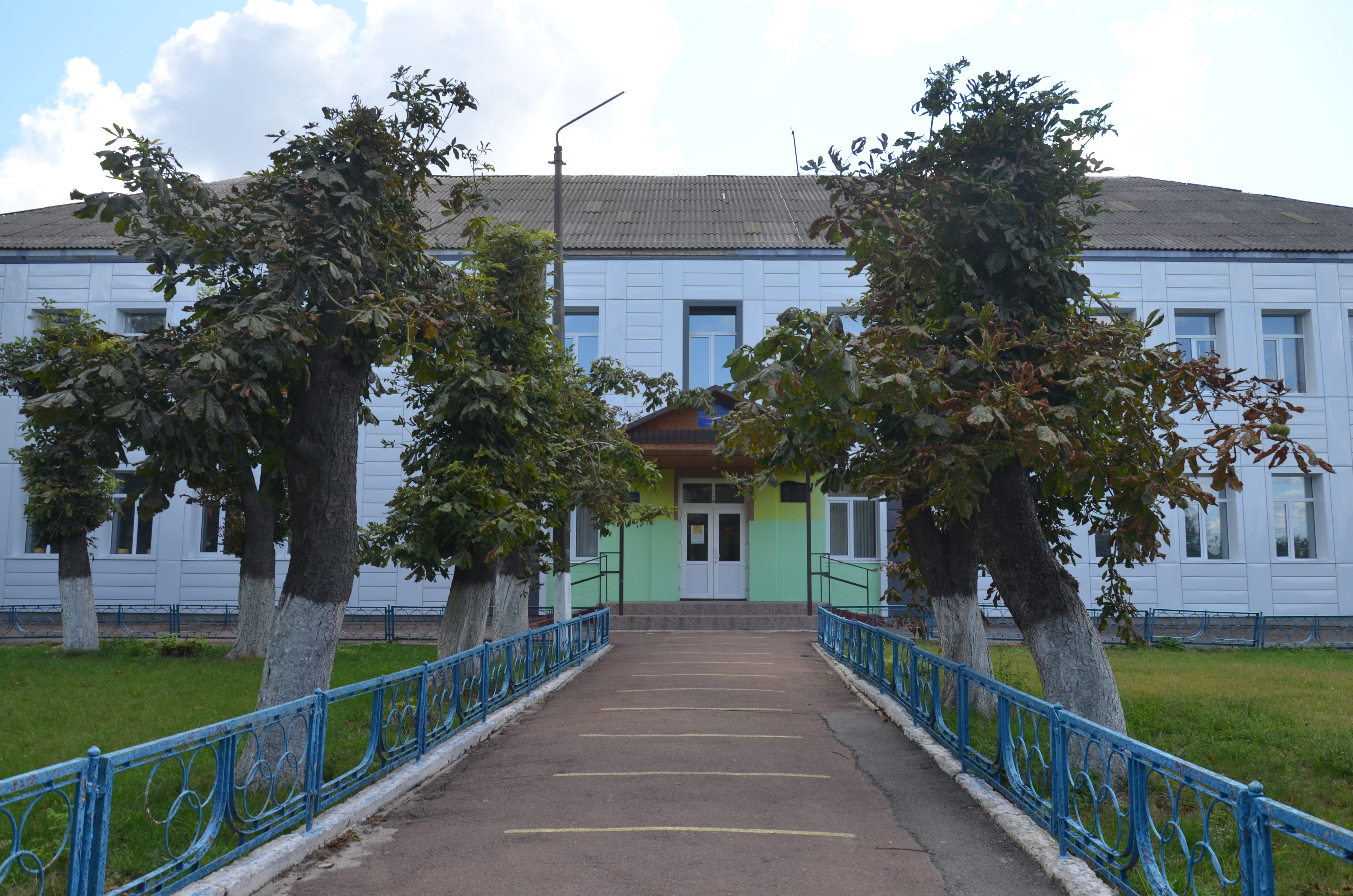
Mykola-Serow-Schule
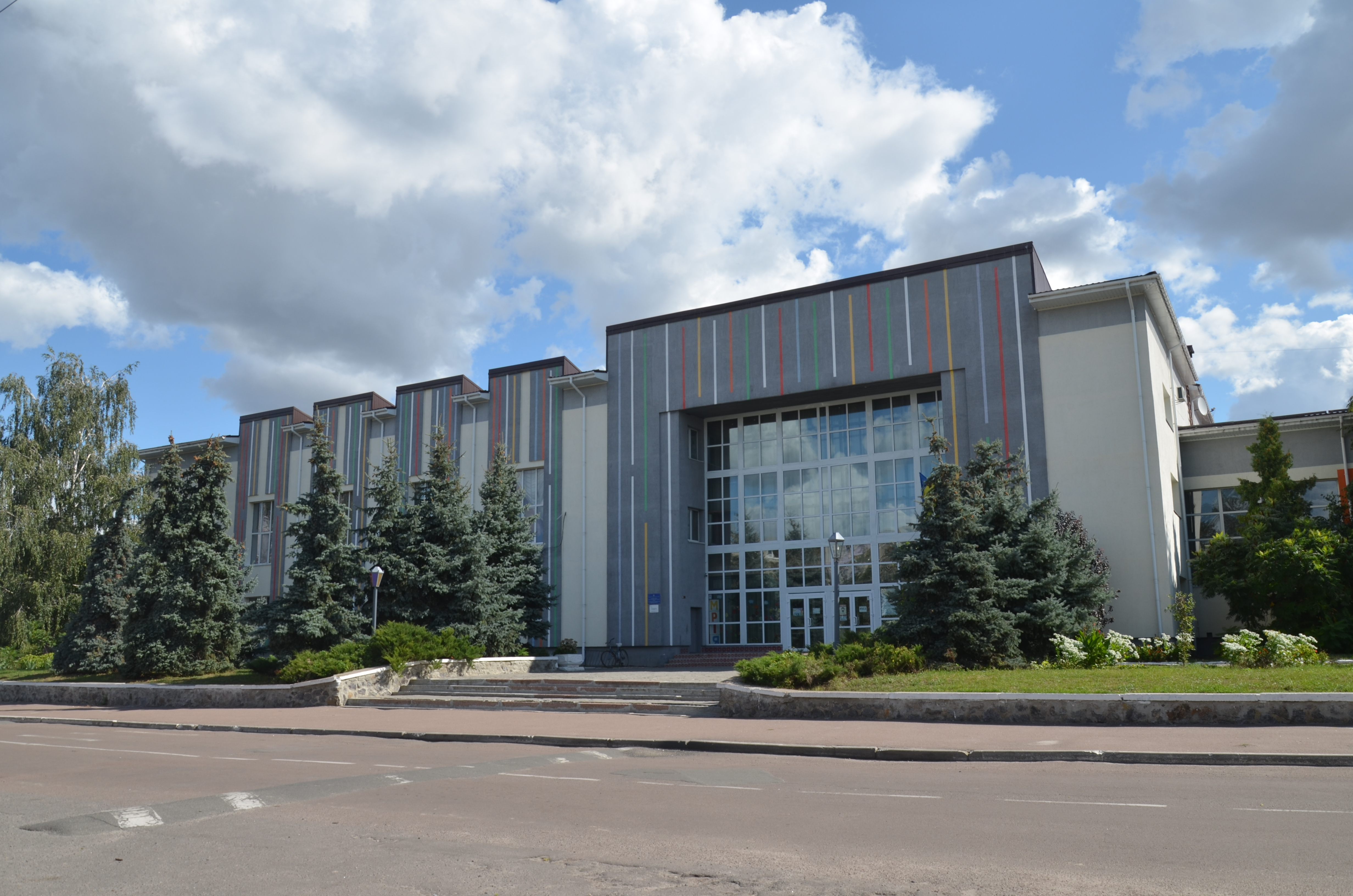
Zentrum für Kinderkunst „Mrija“
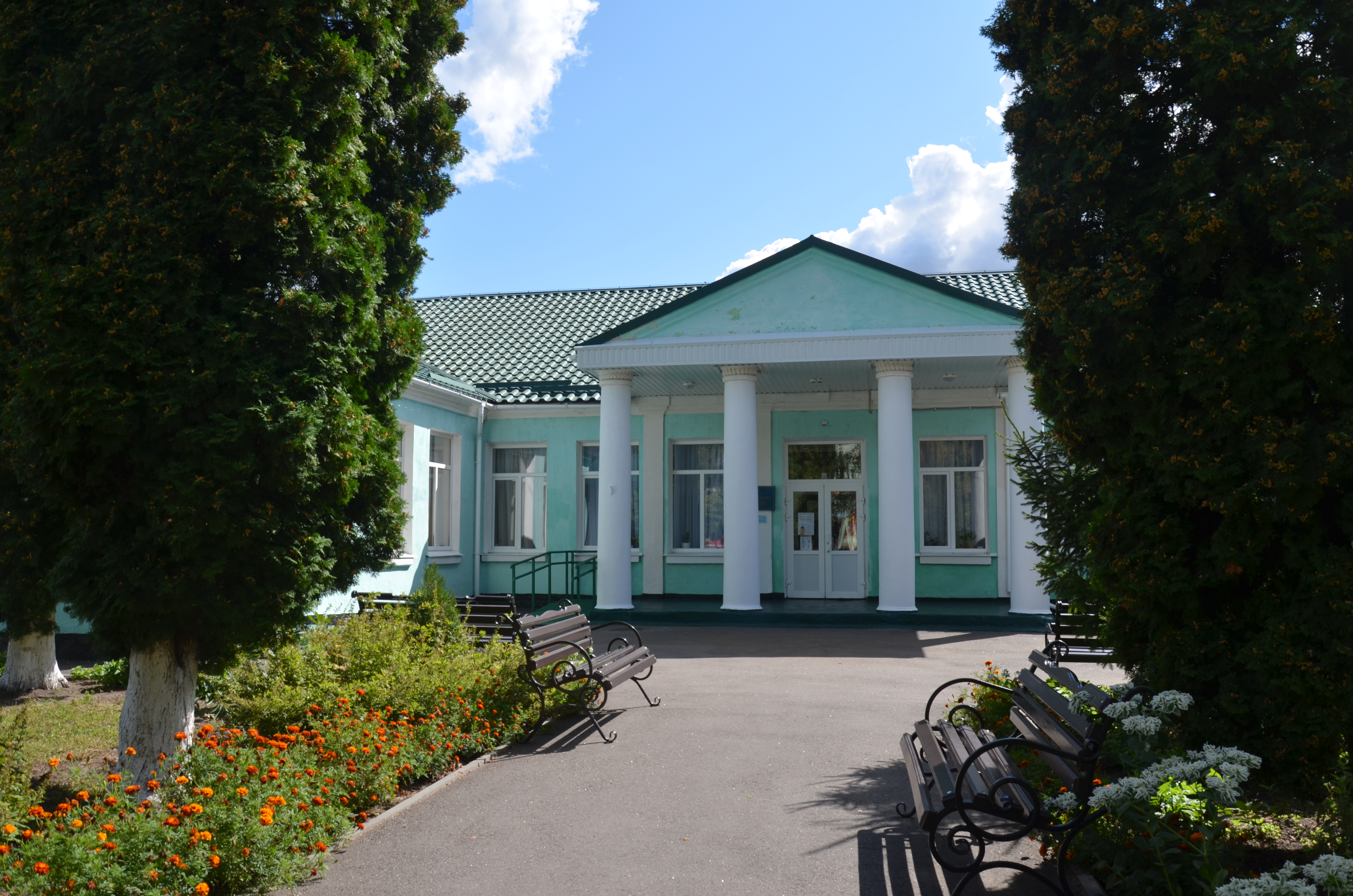
Musikschule
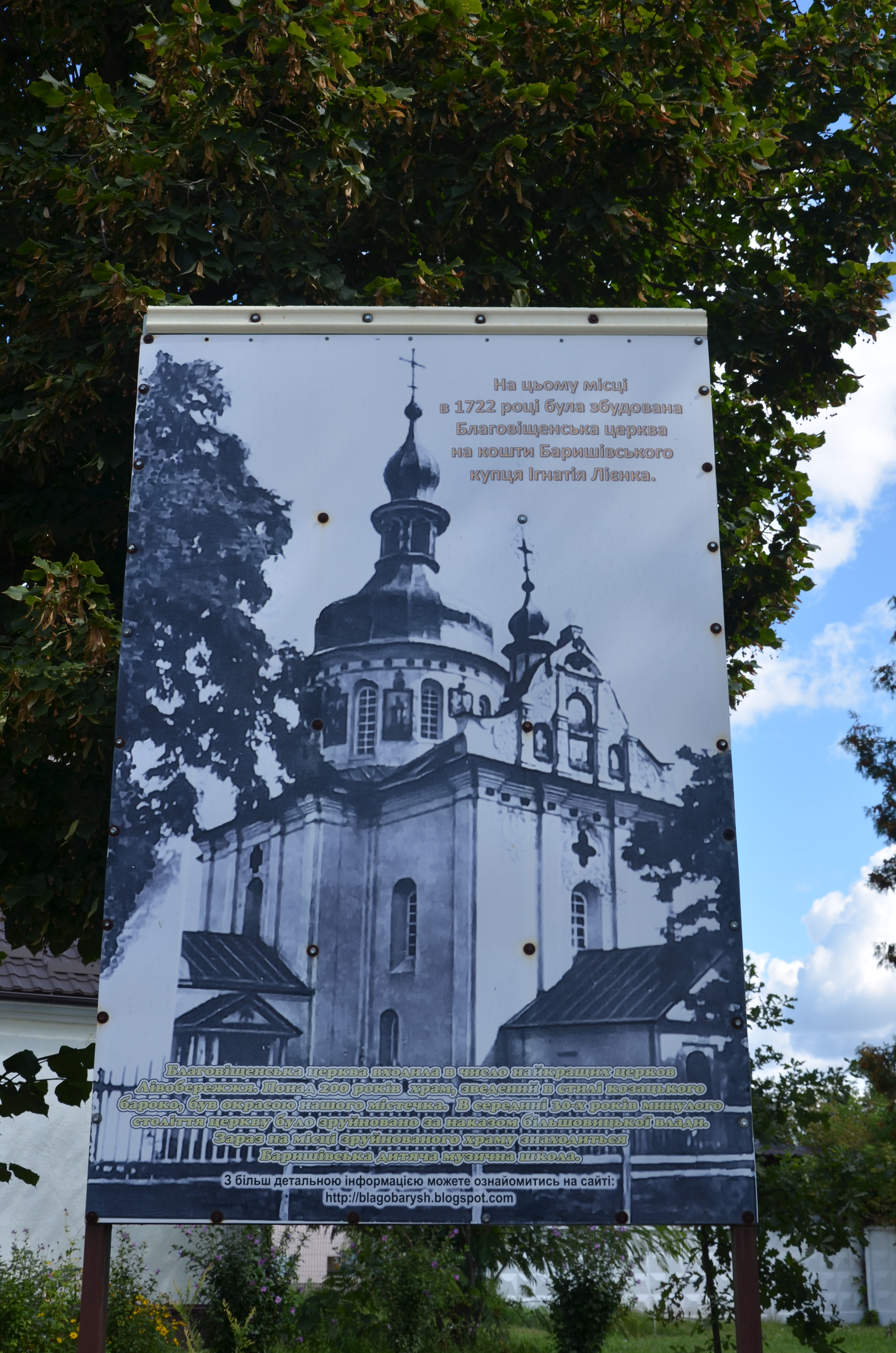
Zerstörte Mariä-Verkündigungskirche
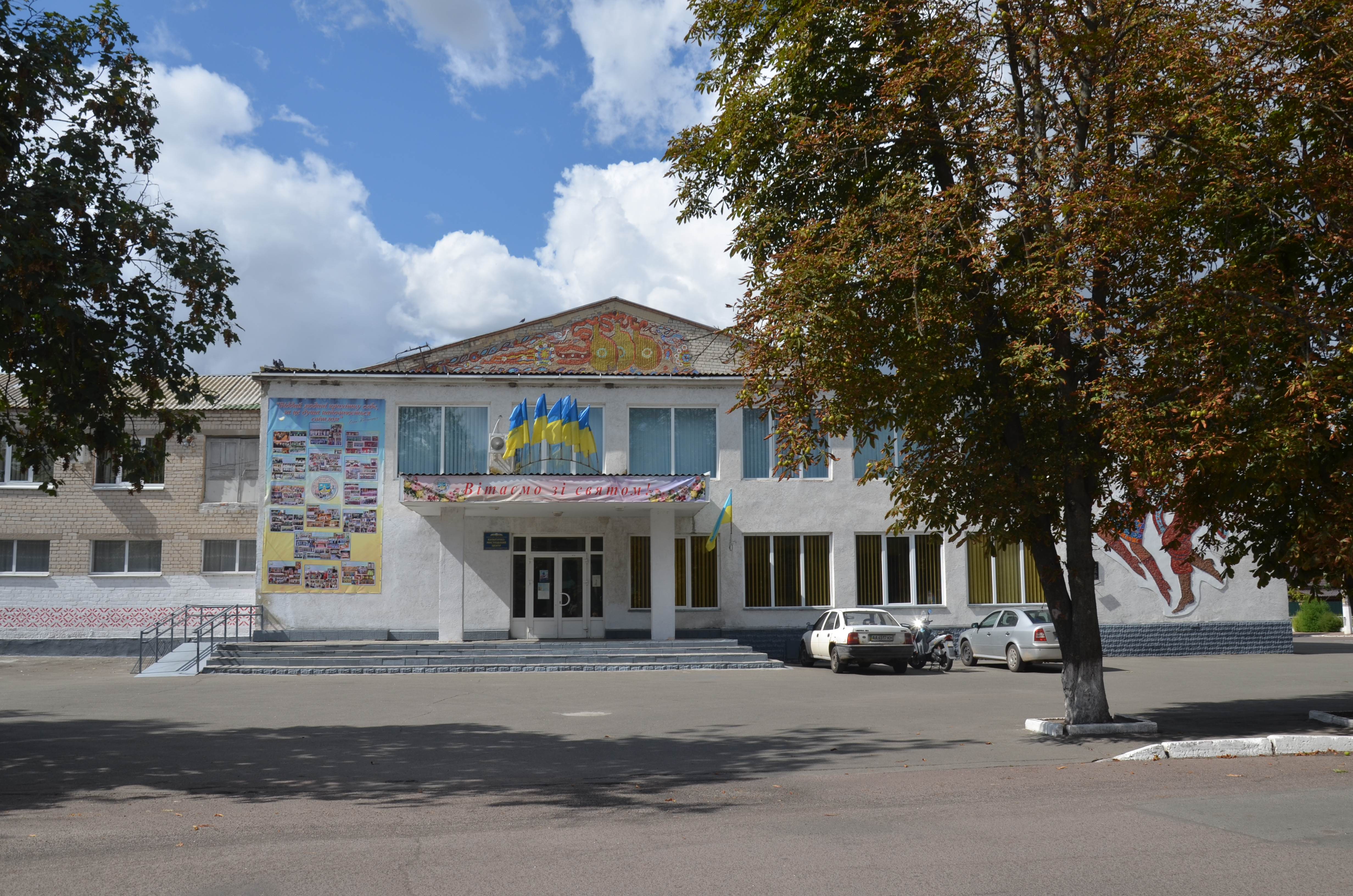
Kulturhaus
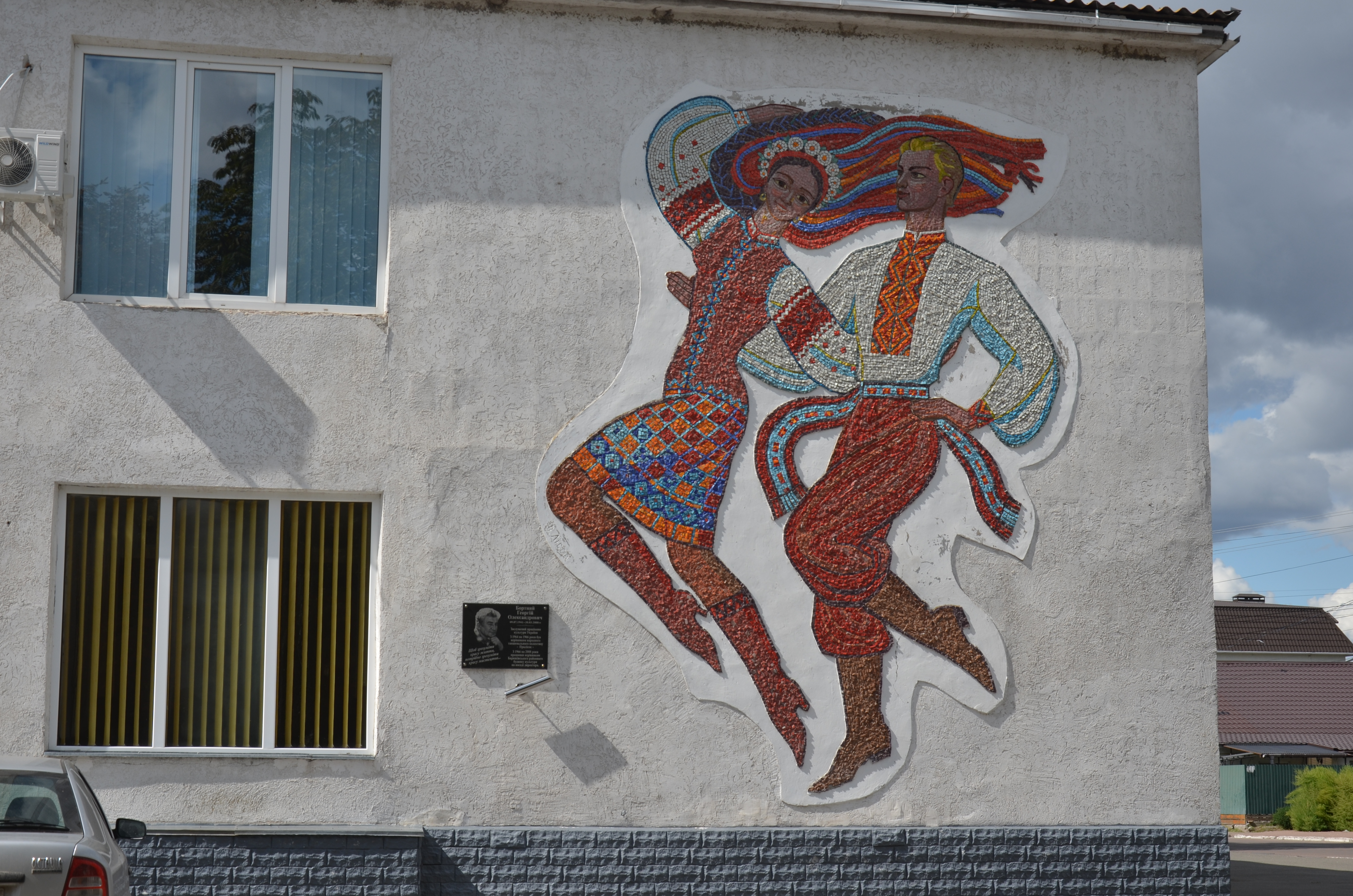
Mosaik an der Fassade des Kulturhauses
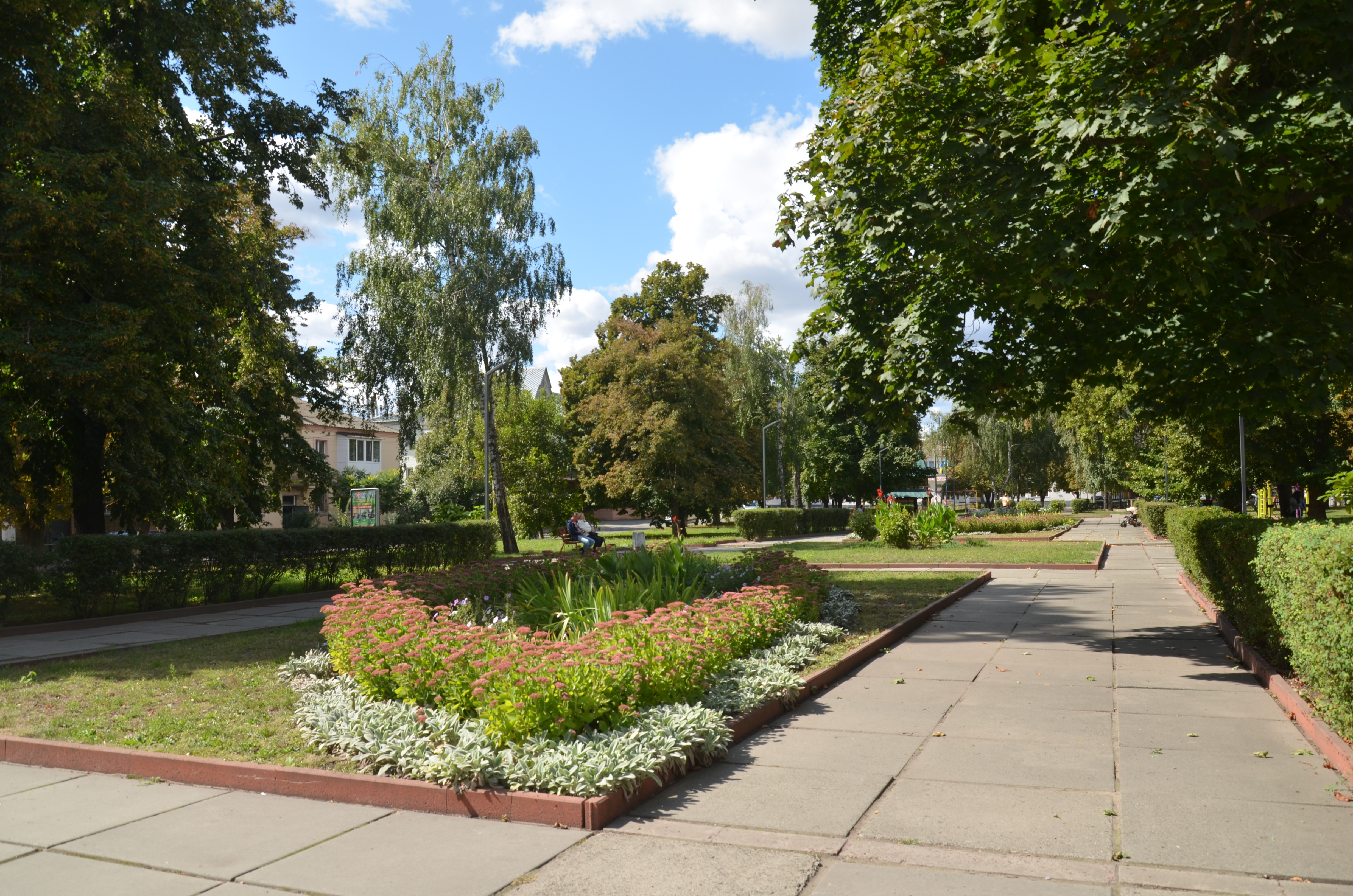
Stadtpark
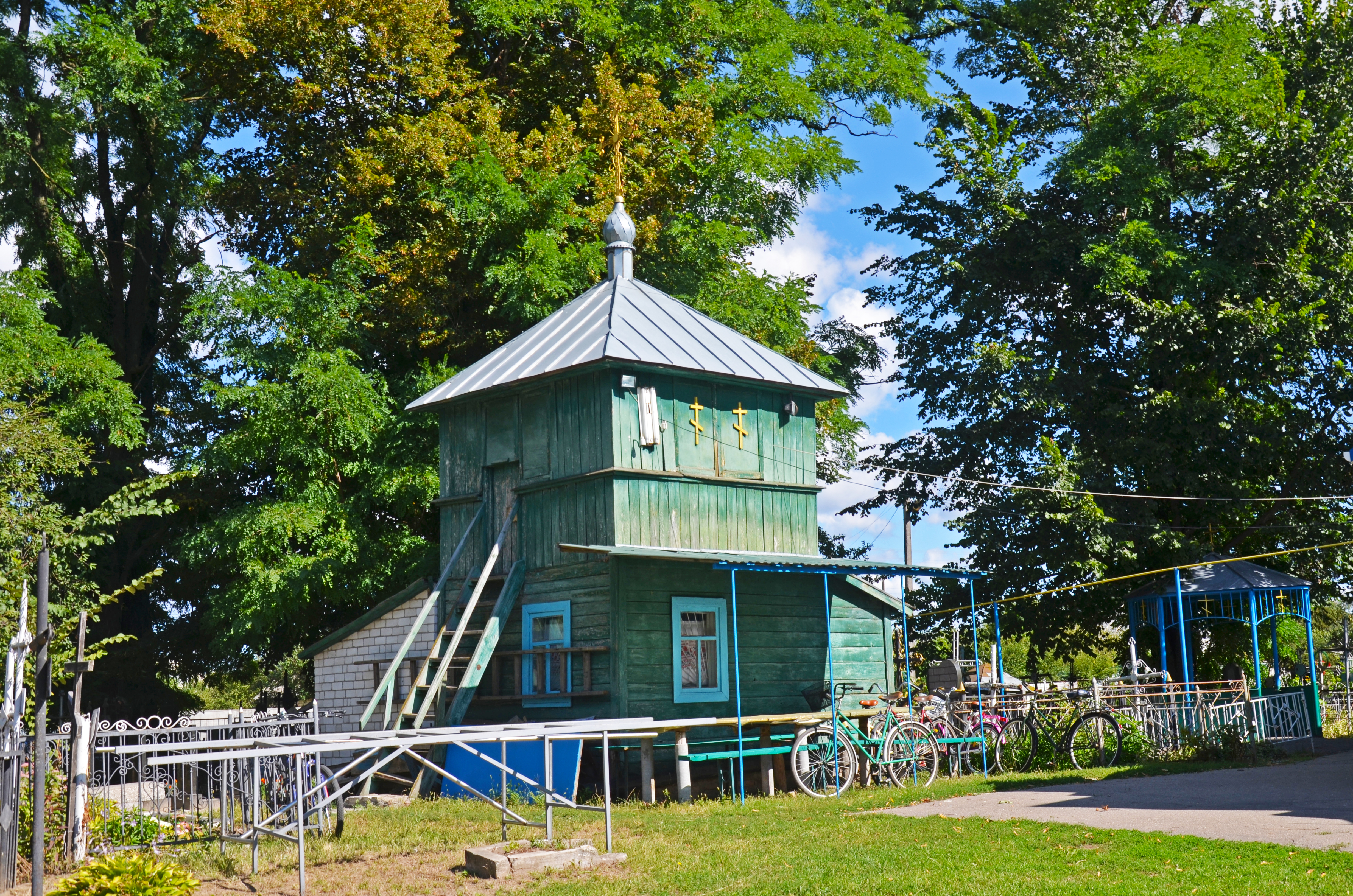
Historischer hölzerner Glockenturm auf dem Friedhof
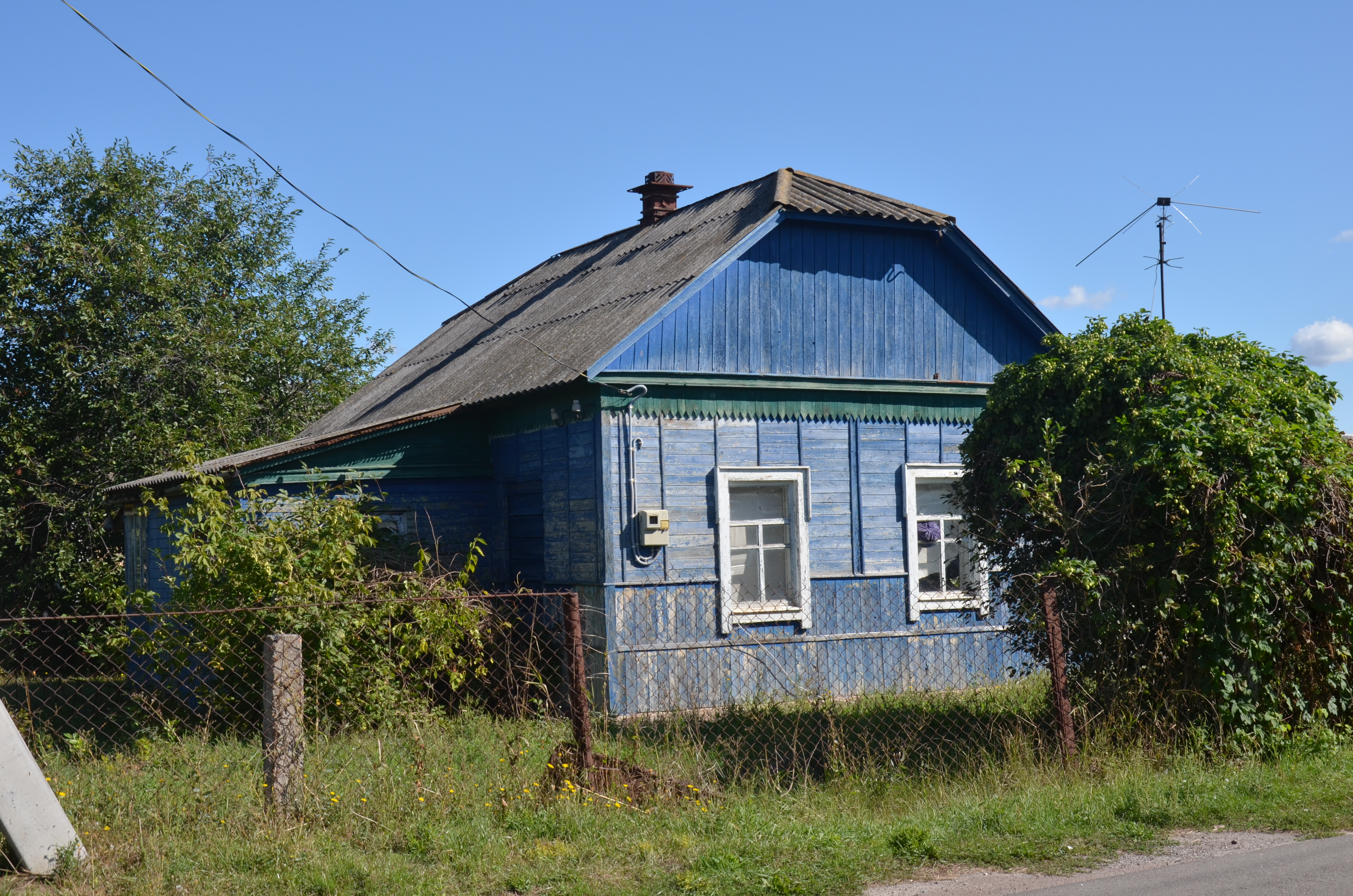
Typisches Gebäude aus der alten Bebauung
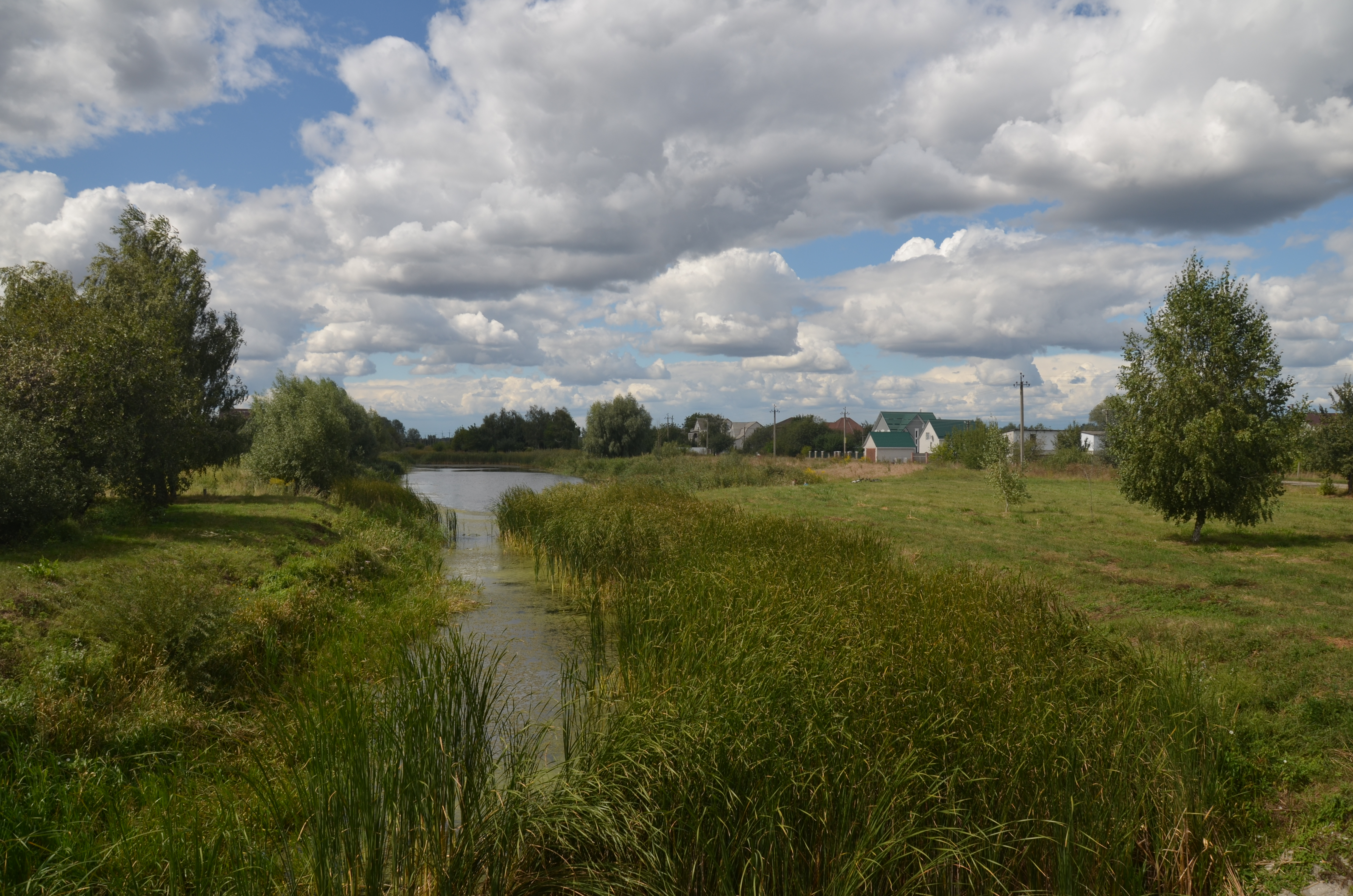
Teich am Fluss Stara Krasyliwka